# Польенас
Польена (фр. Poliénas) — коммуна во Франции, находится в регионе Рона — Альпы. Департамент коммуны — Изер. Входит в состав кантона Тюллен. Округ коммуны — Гренобль.
Код INSEE коммуны — 38310. Население коммуны на 2006 год составляло 1048 человек. Населённый пункт находится на высоте от 178 до 409 метров над уровнем моря. Муниципалитет расположен на расстоянии около 470 км юго-восточнее Парижа, 75 км юго-восточнее Лиона, 22 км западнее Гренобля. Мэр коммуны — Бернар Фурнье, мандат действует на протяжении 2014—2020 гг.
Динамика населения (INSEE):